# Flor Pileña
Haydeé Elva Quispe Solís (San Pedro de Pilas, Yauyos; 27 de enero de 1961), conocida por su nombre artístico Flor Pileña, es una cantautora peruana que ha consolidado su carrera musical en el folclore peruano, siendo ella una de las intérpretes del dicho género en la actualidad.[cita requerida]

## Biografía
Haydeé Elva Quispe Solís nació el 27 de enero de 1961 en el pueblo de San Pedro de Pilas, en la provincia de Yauyos del departamento de Lima.[cita requerida] Proviene de una familia ligada a la música de clase baja, siendo la última de seis hermanos.
A los 13 años se muda a Lima, inicialmente para trabajar como empleada del hogar, además de haber realizado sus estudios escolares en el Colegio Juana Alarco de Dammert, donde ha participado en las actuaciones de su centro educativo.
Años después con el apoyo de su familia, emprendería una carrera musical bajo el nombre artístico de Flor Pileña, en honor a su ciudad natal, allá por el año 1981, donde ha interpretado su tema debut «El primer beso». En ese tiempo, conocería a su pareja sentimental, el arpista peruano Héctor Ramos, alias «el Ídolo Pileño». En 1985, lanzó su tercer álbum en producción Linda Pileña y el tema musical «Cervecita» del compositor Abraham Bendezú.[cita requerida]
Tras el éxito, Quispe comienza a realizar diferentes conciertos populares en la capital peruana compartiendo escenario con otras intérpretes folclóricas como Dina Páucar y Sonia Morales.[cita requerida] Además, compusó nuevos temas musicales: «Río Mala», «Soy todo para ti» (conocido también como «Yo he sido tu amiga»),«Mi vida ya no es vida», «Falsa», «Corazón de piedra», «Huerfanita soy» y «Amigo, ya no tomes más», siendo en esta última en la que recibiría la Esmeralda Musical por parte de los Premios Apdayc de entidad musical local Asociación Peruana de Autores y Compositores. Además, prestó su colaboración con la cantante folclórica Anita Santivañez para el álbum en producción «El encuentro de dos reinas» en 2012 para la disquera La Calabaza. Sin embargo, a finales de 2022 fue llevada a emergencia por  problemas vesiculares, siendo intervenida quirúrgicamente y dada de alta días después. Ha recibido las condecoraciones durante un concierto en San Juan de Miraflores con el título de la «Hija Predilecta de San Pedro de Pilas» por parte del gobierno distrital homónimo en mayo de 2011 y el reconocimiento de la ACOSPY en 2013, por parte del presidente de la dicha entidad artística Walter Gagó Rodríguez.
En el año 2014, Quispe anunció su incursión en la política, lanzando su candidatura a la alcaldía de su ciudad natal por el partido Unión Cívica Lima (conocido popularmente como «La Cholita») sin conseguir el cargo.
Pileña comenzó a ganarse notoriedad en mayo de 2023, gracias por haber participado al lado de Killer Gonzáles «Pepino», integrante del espacio humorístico JB en ATV, en una de sus presentaciones y tras su encuentro con el cómico, fue invitada a diferentes programas de televisión de su país ocasionalmente, además de su entrevista para el portal Exitosa, afirmando que «Soy todo para ti», el tema que cantó con Pepino en el evento, está inspirado en la vida cotidiana, la cual cuenta la historia de una pareja que comienza como amigos y terminan enamorados. Además, ha realizó giras internacionales por algunos países de Europa.[cita requerida]
En el año 2018, Pileña fue condecorada con un reconocimiento de honor por parte del Congreso de la República del Perú, gracias a su trayectoria artística como cantante y compositora de la música andina del Perú.

## Discografía

### Álbumes
- 1982: ¿Dónde estás amor?
- 1983: Busco un amigo
- 1985: Linda Pileña
- 1985: Por tu culpa, cervecita
- 1985: Corazoncito, ¿por qué lloras?
- 1988: Vuelve a tu casa
- 2012: El encuentro de dos reinas
- 2021: 40 Aniversario
- 2021: Soy todo para ti
- 2021: La Reina de la Cervecita
- 2021: Se vende la casa
- 2021: Soy mujer casada
- 2022: Qué importa
- 2022: Tú y yo sabemos
- 2022: Un mensaje al cielo
- 2022: Quién me va a creer
- 2022: Si tu te vas
- 2023: Mírame corazón

## Reconocimientos
- Condecoración del Congreso de la República del Perú (2018)[6]
- Título de «Hija Predilecta de San Pedro de Pilas» por parte de la municipalidad distrital homónima (2011)[8]
- Esmeralda Musical de los Premios Apdayc[cita requerida]
- Condecoración de la ACOSPY (2013)[9]